# Waleria Marrené-Morzkowska

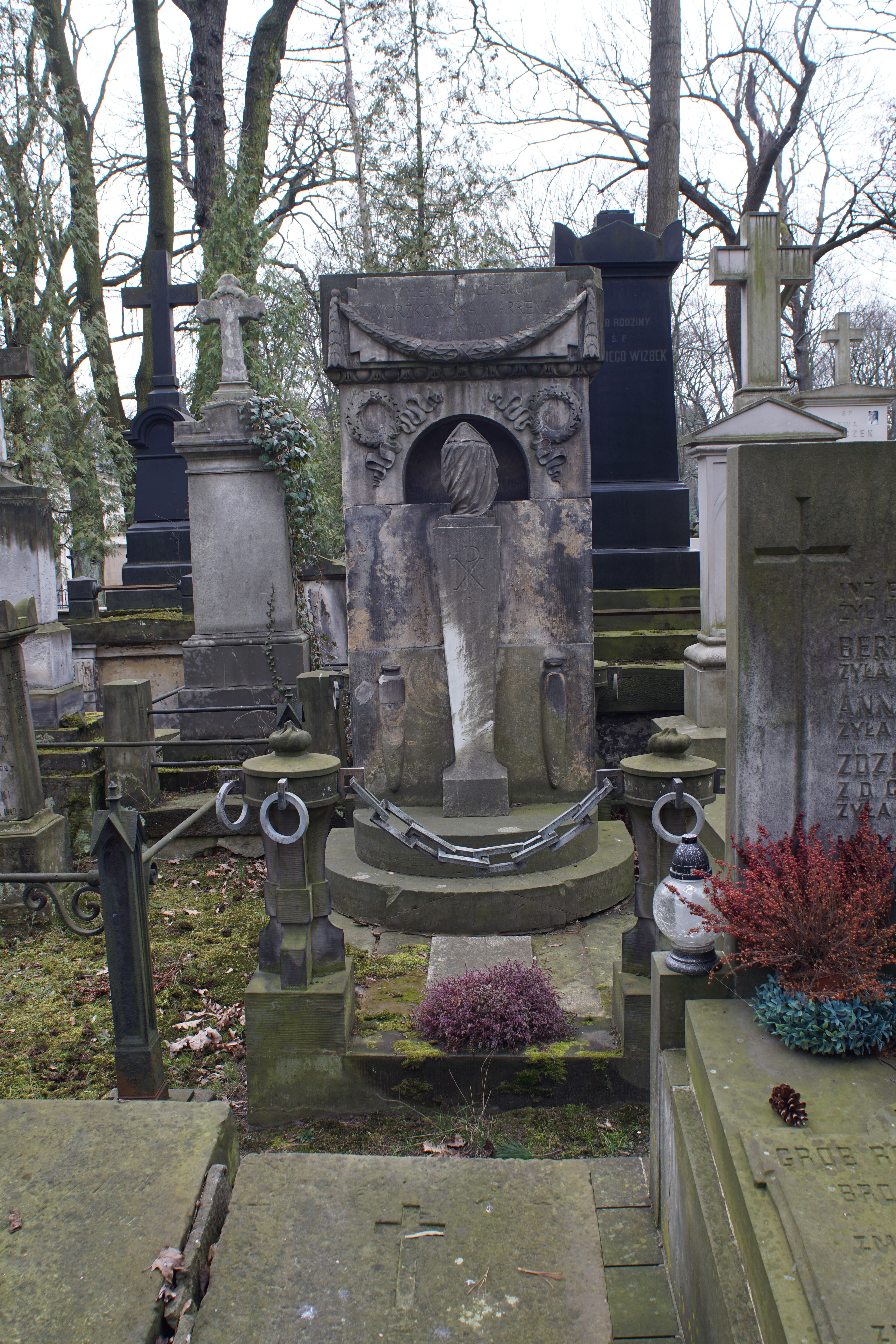
Grób Walerii Marrené na cmentarzu Powązkowskim

Waleria Marrené Morzkowska primo voto Morzkowska, de domo Mallet de Grandville-Malletski (ur. 1832 we wsi Zbożenna, zm. 10 października 1903 w Warszawie) – polska pisarka, publicystka, krytyczka literacka i feministka okresu pozytywizmu.

## Życiorys
Ojcem Walerii był napoleoński generał Jean-Baptiste Mallet de Granville (1777–1846), który osiedliwszy się na ziemiach polskich przyjął do nazwiska człon Malletski, matką Adela Krasińska (córka Chryzantego, legionisty, bratanica gen. Izydora Krasińskiego). Przyszła pisarka wykształcenie zdobywała w domu, uzupełniając je w Puławach oraz w Krakowie. W młodości poznała Michała Morzkowskiego, jednego z przedstawicieli Cyganerii Warszawskiej, za którego wyszła za mąż. Mieli dwie córki: Antoninę i Irenę. Marrené wystąpiła o rozwód, jednak bezskutecznie. Kres małżeństwu położyła śmierć męża. 
Odbywała liczne podróże, zaprzyjaźniła się także z Elizą Orzeszkową. W 1877 roku przeprowadziła się z majątku w Zbożennie do Warszawy, gdzie osiadła na stałe. Zajęła się tam pisarstwem, publicystyką, filantropią. Prowadziła w swoim domu salon literacki. Jej drugim mężem był administrator Zbożennej, uczestnik powstania styczniowego i sybirak, Władysław Marrené, którego poślubiła w 1869 roku w domu Orzeszkowej. Razem mieli córkę Kamilę, rozstali się w 1889 roku. W latach 1886–1887 przejęła po Marii Konopnickiej czasopismo „Świt”. Zmarła w Warszawie 10 października 1903 roku.
Pierwszą powieść pt. Nowy gladiator opublikowała w 1857 roku. W sumie była autorką ponad dwudziestu dzieł prozatorskich, w większości będących egzaltowanymi romansami przedstawiającymi miłosne cierpienia bohaterek, wzmacnianymi przez nietypową scenerię wydarzeń. Część z jej utworów sytuuje się w obrębie nurtu powieści tendencyjnej, poruszających problematykę emancypacji kobiet.
Od 4 lipca do 26 grudnia 1890, w numerach to numery 27-52 „Biesiady Literackiej” publikowała w częściach utwór Wśród kąkolu. Jest to pierwsza znana powieść poświęcona Łodzi. Przeszła właściwie bez echa i nigdy nie doczekała się recenzji, ponieważ nigdy też za życia autorki nie ukazał się w całości drukiem.
Publikowała – głównie na łamach „Przeglądu Tygodniowego” – artykuły krytyczne, szkice literackie, recenzje i sprawozdania. W 1880 roku przełożyła Kobietę trzydziestoletnią Balzaka. Jest także tłumaczką dramatów Henryka Ibsena. 
Spoczywa na cmentarzu Powązkowskim w Warszawie (kw. 10-2-23).

## Wybrane dzieła
- 1857 – Nowy gladiator
- 1864 – Jerzy
- 1866 – Augusta
- 1867 – Życie za życie
- 1868 – Między Scyllą a Charybdą

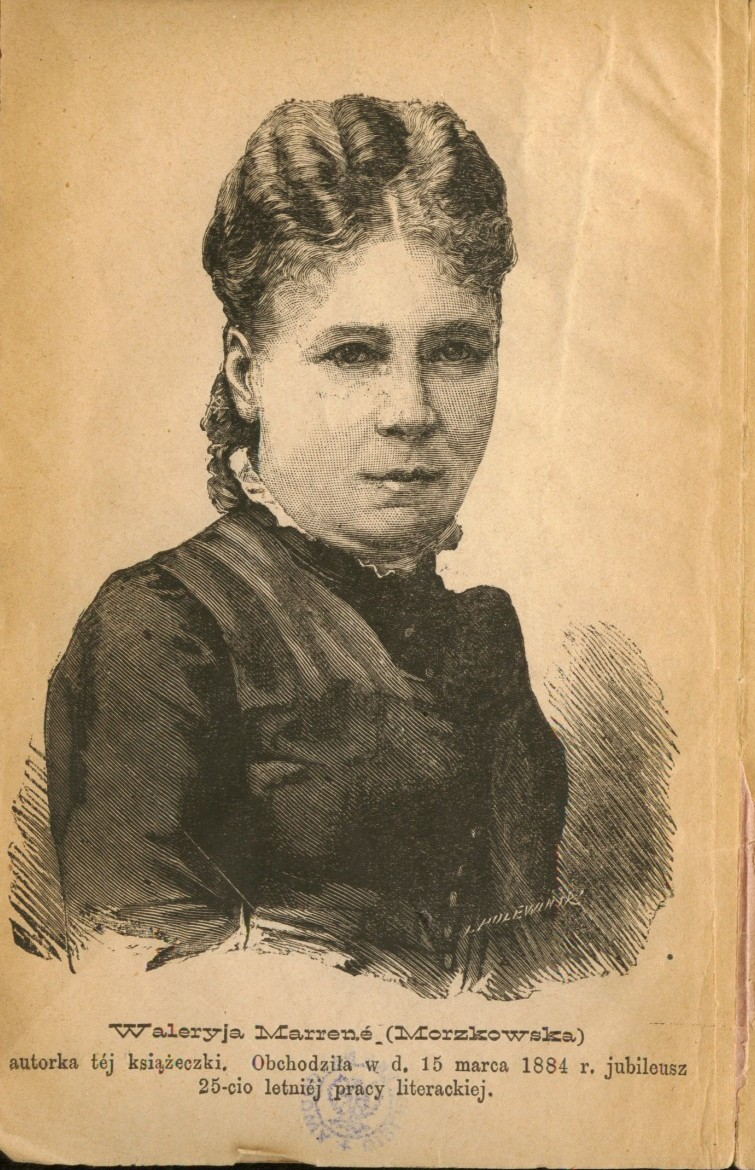
Waleria Marrené (Morzkowska), drzeworyt Józefa Holewińskiego z 1885 roku.

- 1870 – Mąż Leonory, O proszonym chlebie
- 1871 – Postąpiłam prawnie, Bożek Milion
- 1872 – Róża
- 1873 – Nemezys, Walka
- 1874 – Historyja dwóch serc
- 1875 – Cel życia, Mężowie i żony, Zasady i czyny, Błękitna książeczka
- 1876 – Przeciw wodzie, Smutna swadźba
- 1879 – Świat rzeźbiarz
- 1880 – Wśród kąkolu[8]
- 1881 – Dziki Tomko, January
- 1882 – Zaklęte siły, Panna Felicya
- 1885 – Ostatnia fala
- 1889 – Emancypowana
- 1893 – Historia zwyczajnego człowieka, Symfonia światła

## Wybrane teksty publicystyczne
- 1881 – Przesądy w wychowaniu: studium pedagogiczne (Wilno)
- 1903 – Kobieta czasów obecnych (Warszawa)

## Studia literackie
- Kazimierz Brodziński, "Muzeum", Kraków, 1861
- Zrozpaczeni w literaturze, "Tygodnik Ilustrowany", 1878
- Nieboska Komedya, "Kłosy", 1885
- Kilka słów o działalności literackiej Kraszewskiego, "Tygodnik Ilustrowany", 1874
- Juljian Ursyn Niemcewicz, "Przegląd Tygodniowy" (Dodatek), 1880
- Eliza Orzeszkowa,  "Przewodnik Naukowy i Literacki", 1892